# Campionati mondiali di sci nordico 1970
I Campionati mondiali di sci nordico 1970, ventottesima edizione della manifestazione, si svolsero dal 14 al 22 febbraio a Štrbské Pleso, in Cecoslovacchia (successivamente parte del comune di Vysoké Tatry, in Slovacchia). Vennero assegnati dieci titoli.

## Risultati

### Uomini

#### Combinata nordica
| Posizione | Atleta            | Nazione          | Punti  |
| --------- | ----------------- | ---------------- | ------ |
| 1         | Ladislav Rygl     | Cecoslovacchia   | 410,50 |
| 2         | Nikolaj Nogovičyn | Unione Sovietica | 407,36 |
| 3         | Vjačeslav Drjagin | Unione Sovietica | 407,02 |
| 4         | Rauno Miettinen   | Finlandia        | 402,40 |
| 5         | Ezio Damolin      | Italia           | 400,44 |
| 6         | Karl-Heinz Luck   | Germania Est     | 393,68 |

15-16 febbraio

Trampolino: MS 1970 K90

Fondo: 15 km

#### Salto con gli sci

##### Trampolino normale
| Posizione | Atleta              | Nazione          | Punti |
| --------- | ------------------- | ---------------- | ----- |
| 1         | Garij Napalkov      | Unione Sovietica | 240,6 |
| 2         | Yukio Kasaya        | Giappone         | 237,7 |
| 3         | Lars Grini          | Norvegia         | 234,6 |
| 4         | Rudolf Höhnl        | Cecoslovacchia   | 233,4 |
| 5         | Sven-Erik Johansson | Svezia           | 232,4 |
| 6         | Vladimir Belousov   | Unione Sovietica | 231,8 |

14 febbraio

Trampolino: MS 1970 K90

##### Trampolino lungo
| Posizione | Atleta                     | Nazione          | Punti |
| --------- | -------------------------- | ---------------- | ----- |
| 1         | Garij Napalkov             | Unione Sovietica | 226,0 |
| 2         | Jiří Raška                 | Cecoslovacchia   | 212,3 |
| 3         | Stanisław Gąsienica Daniel | Polonia          | 211,8 |
| 4         | Ernst Kröll                | Austria          | 209,6 |
| 4         | Tauno Käyhkö               | Finlandia        | 209,6 |
| 6         | Takashi Fujisawa           | Giappone         | 207,7 |

22 febbraio

Trampolino: MS 1970 K120

#### Sci di fondo

##### 15 km
| Posizione | Atleta              | Nazione          | Tempo    |
| --------- | ------------------- | ---------------- | -------- |
| 1         | Lars-Göran Åslund   | Svezia           | 47:04,71 |
| 2         | Odd Martinsen       | Norvegia         | 47:38,19 |
| 3         | Fëdor Simašëv       | Unione Sovietica | 47:49,00 |
| 4         | Gert-Dietmar Klause | Germania Est     | 47.50,36 |
| 5         | Pål Tyldum          | Norvegia         | 48:01,67 |
| 6         | Valerij Tarakanov   | Unione Sovietica | 48:11,75 |

17 febbraio

##### 30 km
| Posizione | Atleta              | Nazione          | Tempo      |
| --------- | ------------------- | ---------------- | ---------- |
| 1         | Vjačeslav Vedenin   | Unione Sovietica | 1:39:48,01 |
| 2         | Gerhard Grimmer     | Germania Est     | 1:40:25,58 |
| 3         | Odd Martinsen       | Norvegia         | 1:41:04,42 |
| 4         | Pål Tyldum          | Norvegia         | 1:41:11,10 |
| 5         | Gert-Dietmar Klause | Germania Est     | 1:41:32,99 |
| 6         | Lars-Göran Åslund   | Svezia           | 1:41:46,98 |

16 febbraio

##### 50 km
| Posizione | Atleta            | Nazione          | Tempo      |
| --------- | ----------------- | ---------------- | ---------- |
| 1         | Kalevi Oikarainen | Finlandia        | 2:49:34,70 |
| 2         | Vjačeslav Vedenin | Unione Sovietica | 2:50:04,82 |
| 3         | Gerhard Grimmer   | Germania Est     | 2:50:12,88 |
| 4         | Fëdor Simašëv     | Unione Sovietica | 2:51:52,44 |
| 5         | Lars-Göran Åslund | Svezia           | 2:52:13,86 |
| 6         | Walter Demel      | Germania Ovest   | 2:53:00,62 |

20 febbraio

##### Staffetta 4x10 km
| Posizione | Nazione          | Atleti                                                              | Tempo      |
| --------- | ---------------- | ------------------------------------------------------------------- | ---------- |
| 1         | Unione Sovietica | Vladimir Voronkov Valerij Tarakanov Fëdor Simašëv Vjačeslav Vedenin | 2:06:36,47 |
| 2         | Germania Est     | Gerd Heßler Axel Lesser Gerhard Grimmer Gert-Dietmar Klause         | 2:06:50,59 |
| 3         | Svezia           | Ove Lestander Jan Halvarsson Ingvar Sandström Lars-Göran Åslund     | 2:06:56,80 |
| 4         | Norvegia         | Odd Martinsen Harald Grønningen Pål Tyldum Erling Steineide         | 2:08:16,07 |
| 5         | Svizzera         | Werner Geeser Albert Giger Alois Kälin Edi Hauser                   | 2:09:58,59 |
| 6         | Italia           | Franco Nones Roberto Primus Gianfranco Stella Ulrico Kostner        | 2:10:10,70 |

22 febbraio

### Donne

#### Sci di fondo

##### 5 km
| Posizione | Atleta            | Nazione          | Tempo    |
| --------- | ----------------- | ---------------- | -------- |
| 1         | Galina Kulakova   | Unione Sovietica | 18:07,89 |
| 2         | Galina Piljušenko | Unione Sovietica | 18:27,91 |
| 3         | Nina Fëdorova     | Unione Sovietica | 18:28,51 |
| 4         | Marjatta Kajosmaa | Finlandia        | 18:34,37 |
| 5         | Michaela Endler   | Germania Ovest   | 18:43,00 |
| 6         | Senja Pusula      | Finlandia        | 18:52,46 |

17 febbraio

##### 10 km
| Posizione | Atleta            | Nazione          | Tempo    |
| --------- | ----------------- | ---------------- | -------- |
| 1         | Alevtina Oljunina | Unione Sovietica | 36:19,00 |
| 2         | Marjatta Kajosmaa | Finlandia        | 36:40,05 |
| 3         | Galina Kulakova   | Unione Sovietica | 37:06,04 |
| 4         | Helena Šikolová   | Cecoslovacchia   | 37:12,32 |
| 5         | Renate Fischer    | Germania Est     | 37:12,99 |
| 6         | Galina Piljušenko | Unione Sovietica | 37:16,37 |

16 febbraio

##### Staffetta 3x5 km
| Posizione | Nazione          | Atlete                                          | Tempo    |
| --------- | ---------------- | ----------------------------------------------- | -------- |
| 1         | Unione Sovietica | Nina Fëdorova Galina Kulakova Alevtina Oljunina | 54:32,18 |
| 2         | Germania Est     | Gabriele Haupt Renate Fischer Anna Unger        | 55:09,65 |
| 3         | Finlandia        | Senja Pusula Helena Takalo Marjatta Kajosmaa    | 55:33,76 |
| 4         | Norvegia         | Inger Aufles Aslaug Dahl Berit Mørdre           | 56:28,87 |
| 5         | Cecoslovacchia   | Milena Cilerová Helena Šikolová Milena Chlumová | 56:45,95 |
| 6         | Germania Ovest   | Monika Mrklas Ingrid Rothfuss Michaela Endler   | 57:16,02 |

22 febbraio

## Medagliere per nazioni
| Posizione | Nazione          | Oro | Argento | Bronzo | Totale |
| --------- | ---------------- | --- | ------- | ------ | ------ |
| 1         | Unione Sovietica | 7   | 3       | 4      | 14     |
| 2         | Finlandia        | 1   | 1       | 1      | 3      |
| 3         | Cecoslovacchia   | 1   | 1       | 0      | 2      |
| 4         | Svezia           | 1   | 0       | 1      | 2      |
| 5         | Germania Est     | 0   | 3       | 1      | 4      |
| 6         | Norvegia         | 0   | 1       | 2      | 3      |
| 7         | Giappone         | 0   | 1       | 0      | 1      |
| 8         | Polonia          | 0   | 0       | 1      | 1      |